# Santa Quitéria Futebol Clube
O Santa Quitéria Futebol Clube é um clube brasileiro de futebol, da cidade de Santa Quitéria. Suas cores são verde, amarelo, azul e branco.

## História
Fundado em 2003, disputou seu primeiro campeonato oficial e inaugurou seu estádio em 2005, quando venceu pela primeira vez o Campeonato Maranhense de Futebol Segunda Divisão,contra o Juventude, garantindo o direito de disputar o Campeonato Maranhense de 2006.
Após o rebaixamento em 2008, o clube retorna a Segunda Divisão e conquista o seu segundo título dessa competição no ano seguinte, garantindo a volta a elite do futebol maranhense.
Entre 2010 e 2019 a Raposa do Baixo disputa a Primeira Divisão, tendo como melhor resultado o vice campeonato de 2010.
No ano de 2012, após ser vice-campeão na Copa União de 2011, o clube fez a estreia em uma competição nacional, enfrentando o Asa de Arapiraca na Copa do Brasil de 2012, perdendo em casa por 3-2 , provocando o jogo de volta e perdendo em Alagoas por 2-1.
Em 2019, após a perda de apoio com campanhas ruins nos anos anteriores, o clube acabou na lanterna do Campeonato Maranhense com dois pontos e foi rebaixado pela segunda fez na história, após derrota em casa dor cinco a zero para a equipe do Cordino.
O clube ainda disputou a Copa FMF de 2019, que dava uma vaga para o Campeonato Brasileiro Série D, não obtendo sucesso. Após esse campeonato o clube licenciou-se do futebol profissional.
Em 2022 retorna na pré série B do estadual sendo eliminado na primeira eliminatoria.
Em 2023 disputa a fase principal da segunda divisão do estadual terminando em terceiro no grupo e na 5º colocação geral.

## Títulos
| Estaduais | Estaduais                               | Estaduais | Estaduais   |
|           | Competição                              | Títulos   | Temporadas  |
| --------- | --------------------------------------- | --------- | ----------- |
|           | Campeonato Maranhense - Segunda Divisão | 2         | 2005 e 2009 |

## Estádios

Escudo utilizado entre 2016 e 2018

- Daniel Rodrigues Leal - Rodrigão

## Participações em competições oficiais

### Campeonato Maranhense
| Ano  | Posição |
| ---- | ------- |
| 2006 | 6º      |
| 2007 | 7º      |
| 2008 | 9º      |
| 2010 | 2º      |
| 2011 | 4º      |
| 2012 | 4º      |
| 2013 | 5º      |
| 2014 | 3º      |
| 2015 | 5º      |
| 2016 | 7º      |
| 2017 | 7º      |
| 2018 | 7º      |
| 2019 | 8º      |

### Campeonato Maranhense da Segunda Divisão
| Ano  | Posição |
| ---- | ------- |
| 2005 | 1º      |
| 2009 | 1º      |
| 2022 | 9º      |
| 2023 | 5º      |
| 2024 | 6º      |

### Copa FMF ( Antiga Taça Cidade de São Luís e Copa União )
| Ano  | Posição |
| 2006 | 5º      |
| 2007 | 7º      |
| 2008 | 7º      |
| 2010 | 5º      |
| 2011 | 2º      |
| 2018 | 4º      |
| 2019 | 4º      |

### Copa do Brasil
| Ano  | Fase          |
| ---- | ------------- |
| 2012 | Primeira Fase |

## Estatísticas
|  | Participações em 2021 |

| Competição | Competição                              | Temporadas | Melhor campanha      | Estreia                           | Última                            | P | R |
| Maranhão   | Campeonato Maranhense                   | 13         | 2º colocado (2010)   | 2006                              | 2019                              |   | 2 |
| Maranhão   | Campeonato Maranhense - Segunda Divisão | 2          | Campeão (2005, 2009) | 2005                              | 2022                              | 2 |   |
| Maranhão   | Copa FMF                                | 7          | 2º colocado (2011)   | 2006 a 2008 2010, 2011 2018, 2019 | 2006 a 2008 2010, 2011 2018, 2019 |   |   |
| Brasil     | Copa do Brasil                          | 1          | 1ª fase (2012)       | 2012                              | 2012                              | – |   |